# Ballard (Utah)
Ballard è una città degli Stati Uniti d'America, situata nello Stato dello Utah, nella Contea di Uintah.